# Lisa Simone
Lisa Simone, née Lisa Celeste Stroud le 12 septembre 1962 à Mount Vernon (New York) est une comédienne de Broadway et une chanteuse américaine.
Elle est la fille de Nina Simone et d'Andrew Stroud.

## Biographie

### Une enfance chaotique
Lisa Stroud passe les huit premières années de sa vie à Mount Vernon, dans l'État de New York jusqu'en 1970 lors du départ de sa mère Nina Simone pour la Barbade et la séparation de ses parents ; ils divorceront en 1972. Dès lors, la vie de Lisa Stroud ne sera plus qu'instabilité morale et géographique, hébergée chez divers membres de la famille, des amis et des hôtels au gré des impératifs professionnels de sa mère.
Alors qu'elle a treize ans, Nina Simone décide de vendre sa maison pour scolariser Lisa au Sénégal. Cette dernière refuse et part en 1975 au lycée La Châtaigneraie (en) à une vingtaine de kilomètres de Genève, au bord du lac Léman. Lisa Stroud souffle un peu et tente de reprendre une vie plus paisible. Cet équilibre sera rompu par le retour de sa mère à Lausanne quelques mois plus tard. Cependant, Lisa décide de retourner aux États-Unis pour y retrouver son père, ce dernier pensant voir sa fille quelques jours. Une fois sur place, Lisa informe son père qu'elle reste avec lui et sa nouvelle famille et Andrew est obligé d'en informer Nina. Une fois de plus, cette décision est une épreuve difficile pour Lisa qui doit laisser ses amis, sa guitare et sa scolarité dans un lycée privé suisse pour une éducation au lycée public Jeanne d'Arc de New York.

### Première incursion dans le monde musical
En 1977, Lisa Stroud est invitée par sa tante, Dorothy Stroud, à séjourner chez elle à Hudson. Elle y reste quatre années pendant lesquelles elle continue son cursus scolaire mais aussi pendant lesquelles elle intègre un groupe de gospel (The Gospel Cameras) mais aussi un autre groupe qui lui permet de découvrir un univers musical différent, plus soul et plus jazzy, dans lequel elle chante, par exemple Street Life de Randy Crawford.
Sur un plan scolaire, Lisa Stroud souhaite devenir avocate internationale et suit des cours au lycée le matin et à l'université l'après-midi. Alors que son oncle lui avait promis de l'inscrire à l'université de San Diego, Lisa Stroud ne s'inscrit pas à celle d'Hudson. Malheureusement, son oncle ne tient pas sa promesse et elle est forcée d'arrêter ses études.

### Indépendance

#### Francfort, l'US Air Force et «deux grands verres de vin millésimé»
En 1980, à dix-huit ans, elle décide de quitter le carcan familial et veut son indépendance. Elle s'engage dans les forces armées, rejoint l'US Air Force et atterrit pour cinq ans à Francfort où elle sera affectée au Site Developement dans le génie.
Un soir, elle se rend dans un club de Francfort dans lequel un pianiste joue. Elle est de suite envoûtée par le groove de sa musique et se remémore le gospel de son enfance. Elle demande au pianiste si elle peut l'accompagner au chant, ce qu'il accepte. Lisa est loin d'imaginer que ce « tour de chant » va bouleverser sa vie. Sa prestation est remarquée et, de bouche à oreille, la nouvelle fait vite le tour. En effet, quelques semaines plus tard, elle est contactée par Joan Faulkner qui souhaite l'intégrer comme choriste à son groupe. Lisa enchaîne ses semaines de travail pour l'US Air Force avec les weekends musicaux qui l'emmènent souvent dans le monde entier. Elle est également remarquée par Margarita Cantero qui lui fera découvrir un répertoire cubain qu'elle jouera habillée de tenues plus extravagantes les unes que les autres.
Lisa est invitée par ses musiciens à monter un groupe. Lors d'un de leurs concerts en Suisse, Lisa reprend My Baby Just Cares For Me et fait un triomphe. Devant la réaction du public, elle décide de faire du chant son métier.
Malheureusement, la guerre du Golfe éclate et l'US Air Force la mobilise, mettant entre parenthèses son désir de devenir chanteuse à plein temps.
Au printemps 1991, une fois la guerre terminée, Lisa reste en tant que personnel civil dans l'armée et est stationnée sur la base militaire de Rhein-Main à Francfort où elle dirige le club de musculation, tout en continuant à chanter les weekends avec les Magic Platters ou avec Vic Pitts Top Show mais aussi avec Joan Faulkner et Margarita Cantero.

#### Après l'armée, la comédie
En automne 1992, sur proposition de son amie Attalah Shabazz, fille ainée de Malcolm X, Lisa intègre les chœurs du chanteur espagnol Raphael Martos. Elle quitte définitivement l'armée et l'Allemagne en mars 1993 pour partir en tournée avec le groupe de Raphael Martos en Espagne et en Amérique.
C'est à Los Angeles que Lisa s'installe en 1994. Elle y intègre un groupe pendant 6 mois mais qui se séparera avant même d'avoir réalisé la moindre prestation. Dès lors, la nuit, elle se produit dans divers clubs autour de Los Angeles sous le nom de L'Simone, puis elle intègre le groupe B Sharp Quartet dont le batteur, Herb Graham, écrira des chansons avec Lisa. Le jour, elle est assistante du chorégraphe Otis Sallid. Ce dernier demande à Peter Wise d'auditionner Lisa pour la comédie musicale Jesus Christ Superstar. Elle est retenue et part en tournée pour faire les doublures de Mary et de Simone. Elle est également choisie pour être le professeur et répéteur vocal sur la tournée de la comédie musicale Soul Sister. Durant l'été 1994, Rodney Hicks intègre la troupe de Jesus Christ Superstar et il lui conseille de passer les auditions pour Rent, la célèbre comédie musicale de Jonathan Larson qui se joue à Broadway.
En mars 1995, elle rejoint la troupe de Jesus Christ Superstar en tant que doublure sur plusieurs rôles (4 des 5 rôles féminins). Au même moment, elle est retenue pour tenir le rôle principal d'Aïda dans la comédie musicale éponyme de Disney et fait la voix de Nala dans Le Roi Lion de Disney. Elle recevra également le National Broadway Theatre Award en tant que meilleure actrice de comédie musicale en 2002 pour son rôle dans Aïda.
De novembre 1995 à avril 1998, Lisa tiendra le rôle de Mimi Marquez dans la comédie Rent. Elle sera alors récompensée pour ce rôle comme Meilleure Actrice de Comédie Musicale par les prix Helen Hayes et Joseph Jefferson.

### De la comédie musicale à la chanson
1996 marque un tournant dans la vie de Lisa Simone : elle rejoint le groupe Liquid Soul et en devient sa chanteuse. Elle figure, sous le nom de Simone, sur l'album Here's the Deal qui sera nommé aux Grammy Awards en 2001.
Elle quitte le groupe en 1999 à la naissance de sa fille RéAnna Simone Kelly qu'elle aura avec Rob Kelly. Cette année est aussi celle du diagnostic du cancer du sein de Nina Simone. C'est aussi l'année où Nina demande à sa fille de chanter avec elle, pour la première fois, sur scène. Elles interprètent ainsi, le 24 juillet 1999, sur la scène du Guinness Blues Festival de Dublin Music for Lovers dont l'enregistrement live figure sur l'album Simone on Simone sorti en mai 2008.
De 2000 à 2003, Lisa revient aux sources. Elle réintègre la comédie musicale Aïda et part en tournée nationale. Les critiques, unanimes, saluent la prestation de Lisa. Elle recevra d'ailleurs en 2002 le National Broadway Theater Award (aujourd'hui le Touring Broadway Award) de la meilleure actrice dans une comédie musicale.
Le 21 avril 2003, Nina Simone meurt en France à Carry-le-Rouet. Lisa cesse toute représentation pour s'occuper des obsèques de sa mère.
En 2007, Lisa commence une tournée en Europe avec d'autres enfants de célébrités de la soul dans le groupe des Daughters of Soul, composé de Sandra St Victor, Nona Hendrick, Joyce Kennedy, Deneige Williams, Indira Khan, Lalah Hathaway et Simone. Parallèlement, Lisa prépare un album hommage à sa mère Nina. Il lui faut moins d'une heure pour choisir les morceaux plus ou moins connus de sa mère qu'elle désire voir présents sur l'album. L'album sortira en 2008, mêlant la voix de Lisa sur les chansons de Nina. Cet album, Simone on Simone, commence par le morceau que Lisa a interprété avec sa mère sur scène en 1999 et se termine par la voix de sa mère envoyant des remerciements au public.
Une tournée hommage internationale suit cet album à partir de 2009.
De retour en France, Lisa entreprend de remettre à neuf la maison de sa mère laissée à l'abandon depuis sa mort.
En octobre 2014 sort le premier album solo All is Well sous le nom de Lisa Simone. Elle en écrit la plupart des titres et son mari participe à l'une d'entre elles. Lisa choisit d'enregistrer son album dans les studios de Laboriejazz, situés sur le domaine de La Borie, à Solignac.
Le 1er juin 2015, elle donne un concert remarqué à l'Odéon, dans le cadre du Festival Jazz à Saint-Germain-des-Prés Paris.
Le 25 mars 2016, Lisa Simone, considérée comme étant « une chanteuse de jazz tout à fait remarquable », sort son second album My World.
Le 11 mai 2019, en marge du concert qu'elle a donné au théâtre de Longjumeau, dans le cadre du Festival de jazz, une allée Nina-Simone a été inaugurée en sa présence ainsi que celle de sa fille Réhanna. Cette allée mène à l'auditorium du théâtre .
En septembre 2019, Lisa Simone sortira son troisième album studio intitulé In Need Of Love.

## Discographie
- 2014 : All is Well
- 2016 : My World
- 2019 : In Need of Love

## Filmographie
- Lisa Simone apparaît dans le documentaire What Happened, Miss Simone?, réalisé par Liz Garbus en 2015.